# Vinyols i els Arcs
Vinyols i els Arcs (del llatí Vineolis "a les vinyetes", referit al cultiu de la vinya) és un municipi de la comarca del Baix Camp. Segons dades de 2021 la seva població era de 2.306 habitants.

## Geografia
- Llista de topònims de Vinyols i els Arcs (Orografia: muntanyes, serres, collades, indrets..; hidrografia: rius, fonts...; edificis: cases, masies, esglésies, etc).

## Història
L'origen de la població de Vinyols se situa en una antiga masia que, el 1210, l'arquebisbe Ramon de Rocabertí va cedir a Pere de Clariana a causa de les tensions entre la mitra i Bernat dels Arcs, perquè la repoblés, quedant com a feudatari de l'església. Sembla que el territori s'havia despoblat quan una part dels seus habitants van anar a repoblar Montblanc. Des del 1339 va formar part de la Comuna del Camp. Vinyols era de sobirania plena de l'arquebisbe, que nomenava el batlle.
L'antic municipi de Sant Joan dels Arcs apareix documentat el 1194 en una butlla de Celestí III. En un començament, Els Arcs formaven part de la meitat del terme de Cambrils donat el 1152 per Ramon Berenguer IV a Ponç de Regomir, i aquest últim donà una part del feu a Ramon dels Arcs. Va dependre durant un temps de la baronia d'Alforja, quan Bernat dels Arcs es casà amb Romeva de Gavagou, hereva de la senyoria d'Alforja, i més tard al monestir de Bonrepòs, quan Pere dels Arcs va deixar el poble en testament a la seva germana, o potser filla, abadessa del monestir. La crisi demogràfica del segle xiv va fer que el poble desaparegués gairebé per complet, quedant unit al de Vinyols mitjançant una concòrdia firmada el 1339. Però durant anys, fins al segle xviii, Cambrils pledejà amb Vinyols, que comptava amb el suport del bisbe de Tarragona, per la possessió dels Arcs. Es creu que la denominada Font Coberta, vora el mar i enclavada dins del terme de Cambrils, és el darrer vestigi de l'antic nucli dels Arcs.

## Cultura

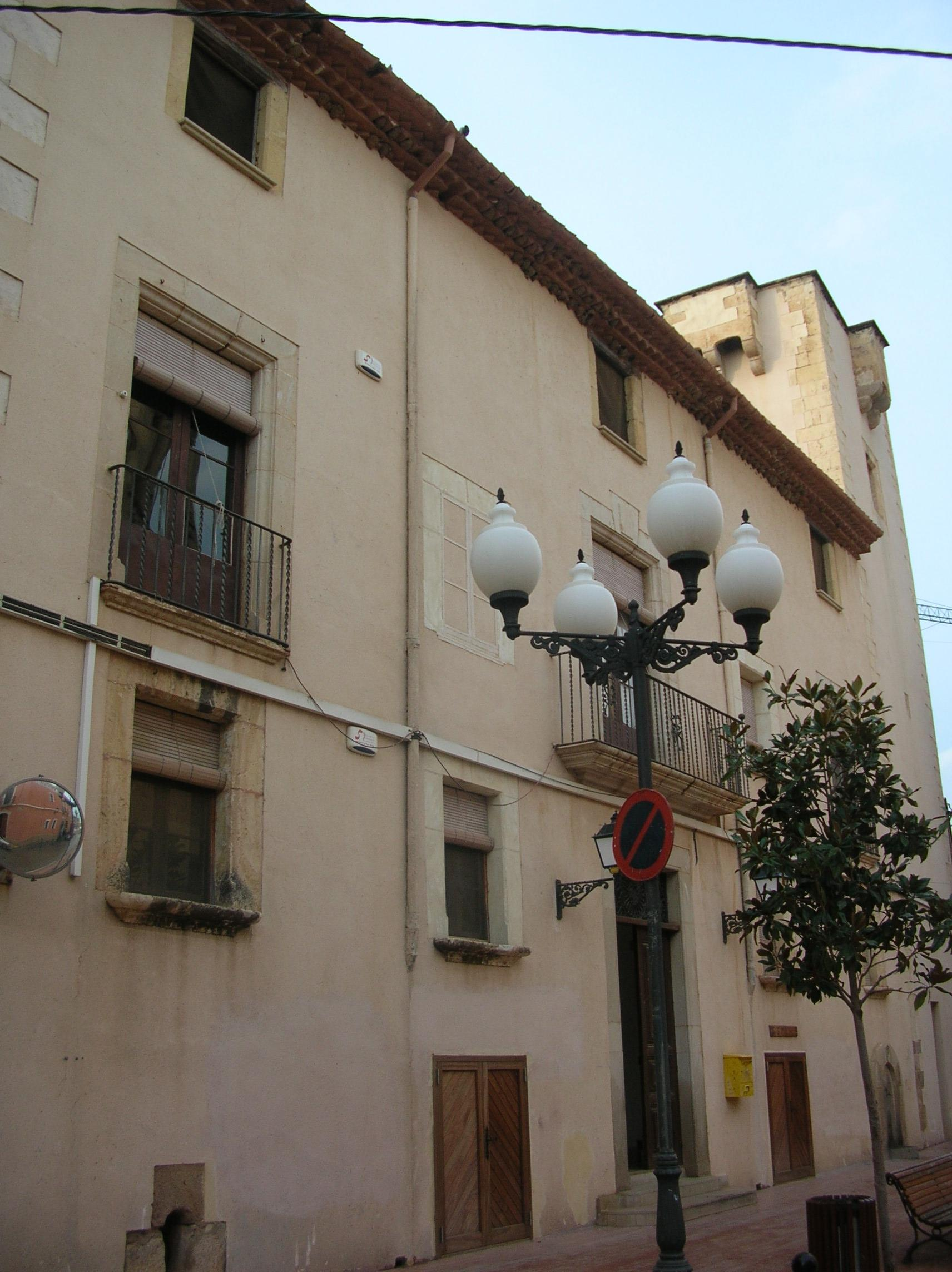
Casa de la vila de Vinyols i els Arcs

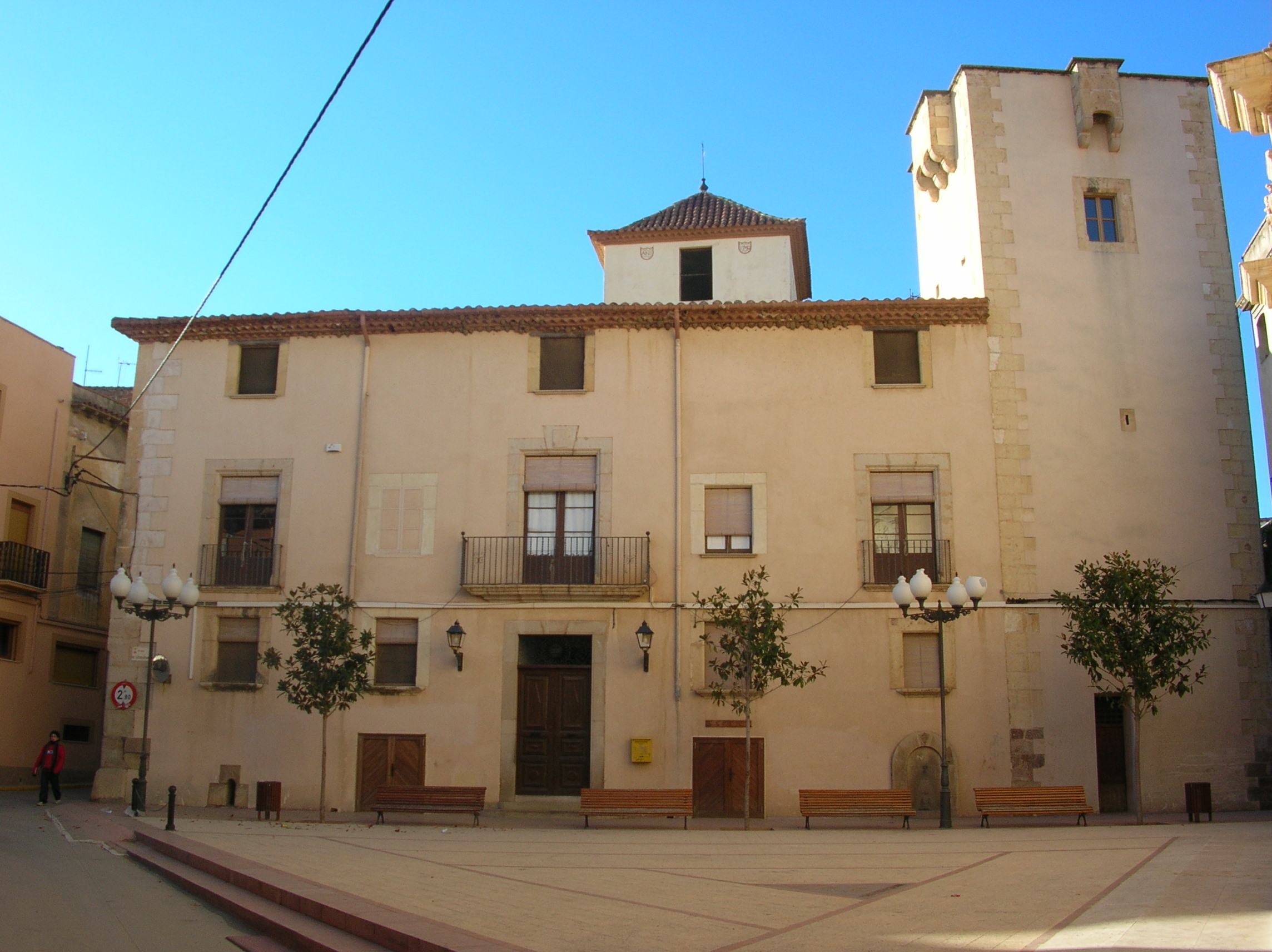
Vista frontal de la casa de la vila

L'església parroquial està dedicada a Santa Caterina. És d'estil barroc i es va construir entre 1770 i 1778 sobre un edifici més antic. És un edifici de tres naus i la seva planta és de creu grega. La nau principal té coberta de volta de canó mentre que a les naus laterals la coberta és amb volta d'aresta. Conserva un retaule del segle xvi d'estil renaixentista així com una talla barroca que es creu que procedeix de l'antiga església dels Arcs. L'església té annex un campanar amb una alçària de 36 metres.
L'actual casa de la vila es troba a l'antiga Casa Torrell, edifici del segle xvi que té adossada una torre de defensa. Aquesta torre es va construir el 1560 per ordre de Francesc Torrell i va funcionar com a presó durant la Guerra Civil.
Altres edificis destacats són: Cal Cabrer, Cal Nicolau, i Cal Moix (al carrer Major núm. 8), construïts al segle xviii. Recentment, s'han trobat restes que s'atribueixen a l'antic Castell dels Arcs.
L'arquitecte Josep Fontserè i Domènech va néixer a Vinyols.
El 1975 es va fundar al poble la Coral de Noves Veus que ha realitzat concerts per tot Catalunya i el sud de França.
El 1977 es va crear l'Associació de Dones Caterines en honor de la patrona de Vinyols, Santa Caterina. Aquesta associació té com a objectiu dinamitzar la vida de la dona del món rural mitjançant activitats de caràcter cultural, formatiu, social, lúdic i cívic.
Vinyols i els Arcs celebra la seva festa major el 25 de novembre, festivitat de Santa Caterina. La festa d'estiu coincideix amb la festivitat de Sant Joan, el 24 de juny.

## Economia
La principal activitat econòmica és l'agricultura. Destaquen els cultius d'avellaners i olivers, així com els de presseguers i l'apicultura.

## Llocs d'interès
Església de Santa Caterina
L'actual església parroquial de Vinyols i els Arcs, dedicada a Santa Caterina verge i màrtir, fou edificada entre els anys 1770-78 sobre l'anterior i primitiu temple.
L'edifici és d'estil barroc, no gaire carregat i de planta de creu grega. Presenta tres espaioses naus. El creuer no sobresurt i és coronat per una bella cúpula de mitja esfera que descansa sobre quatre petxines. Les naus principals són cobertes amb voltes de canó amb llunetes i per voltes d'aresta laterals.
L'ornamentació arquitectònica de l'interior és moderada, per no restar importància a l'espai total. En termes generals, segueix els models clàssics quant a proporcions, si bé es decanta vers el rococó pel que fa a les formes.
El campanar té una alçària de 36 metres i és visible des de gairebé tots els punts del terme.
Seguint les influències emanades del Concili Vaticà II, es va netejar l'església, es va pintar de color blanc i es van retirar tots els altars, imatges i ornamentació que mossèn Josep Ma. Cabré considerà excessius.
La Casa de la Vila
Fou construïda per la família Torell a finals del segle xvi, i el 1884 la comprà la corporació municipal per un import de 12.500 pessetes, pagades al comptat, recaptades de contribucions i de la venda de l'antiga Casa Comunal. A la dreta de la casa de la Vila es pot contemplar, des de la plaça de l'Església, l'anomenada torre de defensa, que durant la darrera Guerra Civil feu funcions de presó.
Cal Nicolau
Fou edificada a principis del segle xviii. És un bell edifici compost de planta baixa, entresòl, planta noble i golfes. Cal fer menció especial de la capella, l'oratori i el conjunt destinat a biblioteca.
Casa Sant Josep
Al sector sud-oriental del terme es troba la Casa Sant Josep de la congregació de La Salle. És un edifici rectangular envoltat d'amplis patis i jardins, però d'uns anys ençà és residència geriàtrica dels membres de la congregació. Al mig de la casa hi ha una àmplia i bonica capella de nau única, que imita l'estil gòtic.

## Demografia
| Entitat de població | Habitants (2023) |
| Vinyols i els Arcs  | 1.578            |
| Sant Joan dels Arcs | 560              |
| Fontcoberta, la     | 185              |
| Font: Idescat       |                  |

| 1497 f | 1515 f | 1553 f | 1717 | 1787 | 1857 | 1877 | 1887 | 1900 | 1910 |
| ------ | ------ | ------ | ---- | ---- | ---- | ---- | ---- | ---- | ---- |
| 26     | -      | 35     | 402  | 687  | 601  | 515  | 672  | 631  | 629  |

| 1920 | 1930 | 1940 | 1950 | 1960 | 1970 | 1981 | 1990 | 1992 | 1994 |
| ---- | ---- | ---- | ---- | ---- | ---- | ---- | ---- | ---- | ---- |
| 614  | 621  | 611  | 612  | 760  | 968  | 807  | 831  | 864  | 864  |

| 1996  | 1998  | 2000  | 2002  | 2004  | 2006  | 2008  | 2010  | 2012  | 2014  |
| ----- | ----- | ----- | ----- | ----- | ----- | ----- | ----- | ----- | ----- |
| 1.028 | 1.113 | 1.213 | 1.323 | 1.418 | 1.553 | 1.738 | 1.887 | 1.936 | 1.872 |

| 2016  | 2018  | 2020  | 2022  | 2024  | 2026 | 2028 | 2030 | 2032 | 2034 |
| ----- | ----- | ----- | ----- | ----- | ---- | ---- | ---- | ---- | ---- |
| 1.918 | 1.974 | 2.124 | 2.258 | 2.400 | -    | -    | -    | -    | -    |

## Política
Ajuntament
| Candidatura | Candidatura                                                            | Cap de llista       | Vots  | Regidors | % vots  |
| ----------- | ---------------------------------------------------------------------- | ------------------- | ----- | -------- | ------- |
|             | Vinyols i els Arcs - Acord Municipal (VA-AM)                           | Arnau Guasch Girona | 791   | 8        | 73,79 % |
|             | Partit dels Socialistes de Catalunya - Candidatura de progrés (PSC-CP) | Ramon Malla Aymat   | 173   | 1        | 16,14 % |
|             | Ciutadans - Partido de la Ciudadanía (Cs)                              |                     | 77    | 0        | 7,18 %  |
|             | Partit Popular (PP)                                                    |                     | 15    | 0        | 1,40 %  |
|             | Vots blancs                                                            | --                  | 16    | --       | 1,49 %  |
|             | Vots nuls                                                              | --                  | 15    | --       | 1,38 %  |
| Total       | Total                                                                  | 1.087               | 1.087 | 9        | 100 %   |

El percentatge de vots a les diferents candidatures és sobre el total de vots vàlids a alguna de les candidatures. El percentatge dels vots blancs i nuls és sobre el total de vots emesos.